# Edward Seymour (12e duc de Somerset)
Pour les articles homonymes, voir Edward Seymour.
Edward Adolphus Seymour (plus tard St. Maur ), 12e duc de Somerset, (20 décembre 1804 - 28 novembre 1885), titré lord Seymour jusqu'en 1855, est un aristocrate et un homme politique whig britannique, qui occupe divers postes ministériels au milieu du XIXe siècle, dont celui du premier lord de l'Amirauté. 

## Jeunesse
Il est le fils aîné d'Edward St Maur (11e duc de Somerset), et de Lady Charlotte, fille d'Archibald Hamilton (9e duc de Hamilton) . Il est baptisé le 16 février 1805 à St. George's, Hanover Square, Londres . Il fait ses études au Collège d'Eton et à Christ Church, Oxford.

## Carrière politique
Il siège au Parlement en tant que Lord Seymour  pour Okehampton entre 1830 et 1831  et pour Totnes entre 1834 et 1855 . Il sert sous Lord Melbourne comme Lord du Trésor entre 1835 et 1839, comme Secrétaire du Conseil de contrôle entre 1839 et 1841 et comme sous-secrétaire d'Etat à l'Intérieur entre juin et août 1841 et est membre du premier gouvernement de John Russell en tant que premier commissaire des Bois et Forêts entre 1849 et 1851, date à laquelle le poste est supprimé. Il siège à la Commission royale sur le British Museum (1847-1849) . En août 1851, il est nommé au poste nouvellement créé de premier commissaire aux travaux par Russell. En octobre de la même année, il entre au cabinet et est admis au Conseil privé. Il reste premier commissaire aux travaux jusqu'à la chute du gouvernement en février 1852. 
Il succède à son père comme duc en 1855 et entre à la Chambre des lords. Il n'entre pas la première administration de Lord Palmerston, mais lorsque Palmerston devient Premier ministre pour la deuxième fois en 1859, Somerset est nommé premier Lord de l'amirauté, avec un siège au cabinet . Il occupe ce poste jusqu'en 1866, la dernière année du mandat de Russell. Il refuse de rejoindre le premier ministère de William Ewart Gladstone en 1868, mais appuie de manière indépendante les principales mesures prises par le gouvernement . 
Il est fait chevalier de la jarretière en 1862 et, en 1863, est créé comte St. Maur, de Berry Pomeroy dans le comté de Devon. "St. Maur" est censée être la forme originale du nom de famille et "Seymour" une corruption ultérieure. Du début du 19e siècle jusqu'en 1923, "Saint-Maur" est utilisé comme nom de famille, mais depuis 1923, les ducs ont à nouveau utilisé le fameux "Seymour". 
Il est également l'auteur de la théologie chrétienne et du scepticisme moderne (1872) et de Monarchie et démocratie (1880) . Entre 1861 et 1885, il remplit les fonctions de Lord Lieutenant du Devon . 

## Famille
Il épouse Jane Georgiana Sheridan, qui est la «reine de la beauté» au tournoi Eglinton de 1839 à Grosvenor Square, Londres, le 10 juin 1830 . Ils ont deux fils et trois filles : 
- Lady Jane Hermione Seymour (1er janvier 1832 - 4 avril 1909), elle épouse le 26 octobre 1852 Sir Frederick Ulric Graham, de Netherby, 3e baronnet. Ils ont huit enfants dont la comtesse de Verulam et la duchesse de Montrose
- Lady Ulrica Frederica Jane Seymour (12 janvier 1833 - 26 ou 28 janvier 1916) elle épouse Rt. L'hon. Lord Henry Frederick Thynne le 1er juin 1858. Ils ont six enfants.
- Edward Adolphus Ferdinand Seymour (comte St. Maur) (17 juillet 1835 - 30 septembre 1869) il a deux enfants illégitimes avec Rosina Swan.
- Lord Edward Percy Seymour (19 août 1841- 20 décembre 1865) est diplomate et décède après avoir été mutilé par un ours [8]
- Lady Helen Guendolen Seymour (1846 - 14 août 1910) elle épouse Sir John William Ramsden, 5e baronnet le 2 août 1865. Ils ont quatre enfants. Lady Guendolen hérite du domaine de Bulstrode Park.

La duchesse de Somerset est décédée en décembre 1884. Son mari lui survécut moins d'un an et meurt en novembre 1885, à l'âge de 80 ans. Il est enterré avec elle au cimetière St James à Gerrards Cross, dans le Buckinghamshire. Comme ses deux fils sont décédés de son vivant, les titres de famille (à l'exception du comté de Saint-Maur, qui s'est éteint) sont transférés à son frère cadet, Archibald Seymour (13e duc de Somerset) . 
Le douzième duc quitte sa résidence londonienne, Somerset House, à Park Lane, pour rejoindre sa fille aînée, Lady Hermione Graham .